# ژولین کرت
ژولین کَرِت (فرانسوی: Julien Carette‎; ۲۳ دسامبر ۱۸۹۷ – ۲۰ ژوئیهٔ ۱۹۶۶) بازیگر اهل فرانسه بود.
از فیلم‌ها یا برنامه‌های تلویزیونی که وی در آن نقش داشته‌است می‌توان به توهم بزرگ، قواعد بازی، حیوان آدم‌نما، مارسی‌یز، بدون گذاشتن نشانی، مؤسسه ریکوردی، آب‌سنگ‌های مرجانی، مادیان سبز، ساحل زیبای کوچک، چه شریرند مردان!، و دورا نلسون اشاره کرد.